# Silene gallica
Espèce
Classification APG III (2009)
Silene gallica, le Silène de France ou Silène d'Angleterre, est une espèce de plantes herbacées annuelle pubescente de la famille des Caryophyllacées.

## Description
Silene gallica a une taille de 15 à 45 ou 50 cm et fleurit de mars à juin ou juillet,.

## Distribution
Elle pousse dans les cultures et en bord des chemins, en terrain siliceux[réf. nécessaire]. 
L'espèce est présente dans tout le bassin méditerranéen.

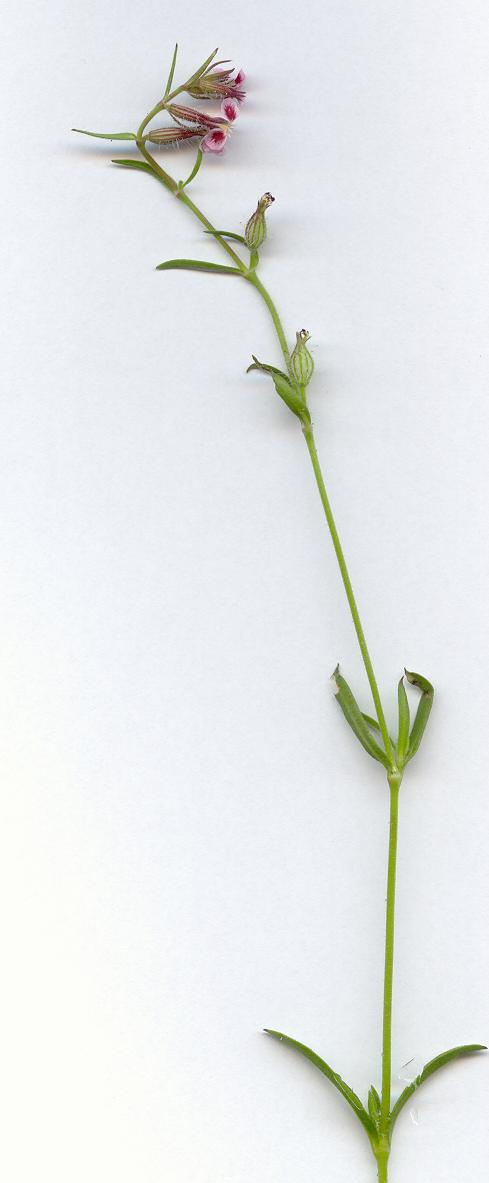
Silene gallica